# Дезен (коммуна)
Дезен (нем. Deesen) — община в Германии, в земле Рейнланд-Пфальц. 
Входит в состав района Вестервальд. Подчиняется управлению Рансбах-Баумбах.  Население составляет 679 человек (на 31 декабря 2010 года). Занимает площадь 3,40 км².